# Blame It on the Girls
"Blame It on the Girls" là đĩa đơn Mỹ và Liban từ album phòng thu thứ hai của ca sĩ người Anh Mika, The Boy Who Knew Too Much. Nó đã được phát hành ngày 5 tháng 10 năm 2009. Ca khúc là đĩa đơn thứ ba ở Anh, phát hành ngày 15 tháng 2 năm 2010.. Nó từng đạt đến vị trí #3 trên bảng xếp hạng Hot 10@10 của radio Việt Nam.

## Thông tin
Trong một cuộc phỏng vấn với tạp chí Q, Mika nói:
| “                 | ["Blame It on the Girls"] nghe giống như No Doubt. Nó viết về một cậu bé đẹp trai, giàu có và có mọi thứ, nhưng lại cố tỏ ra đáng thương. | ” |
| — Mika, Tạp chí Q | |   |

## Biểu diễn trực tiếp
Tại Hoa Kỳ, Mika biểu diễn ca khúc trên Good Morning America ngày 25 tháng 9, Late Show with David Letterman ngày 14 tháng 10 và The Ellen DeGeneres Show ngày 22 tháng 10 năm 2009.
Mika cũng đã thể hiện trực tiếp bài hát này nhiều lần ở Anh để giúp quảng bá bài hát. Anh đã biểu diễn trên chương trình So You Think You Can Dance ngày 30 tháng 1 cũng như trên Alan Carr: Chatty Man vào ngày 11 và The Album Chart Show (Channel 4) ngày 12. Anh cũng biểu diễn bài hát trên ITV1 3 lần trong tháng 2.

## Video âm nhạc

Một cảnh quay từ video âm nhạc cho "Blame It on the Girls".

Video âm nhạc của "Blame It on the Girls" do Nez Khammal đạo diễn. Một phiên bản chưa hoàn thành của video đã phát sóng ngày 3 tháng 10 năm 2009 trên kênh Channel 4 nước Anh.

## Xếp hạng
Đĩa đơn đã không lọt vào được bất cứ một bảng xếp hạng Billboard Hoa Kỳ nào. Tuy nhiên nó lại là hit ở Nhật Bản khi đạt được vị trí quán quân trong 1 tuần. Hơn nữa, "Blame It on the Girls" còn là đĩa đơn quốc tế thứ hai (không phải bài hát Nhật) đạt vị trí #1 trên Japanese Hot 100 (thuộc Billboard), sau "Bleeding Love" của Leona Lewis năm 2008.
Tại Anh, đĩa đơn đã không thể lọt vào được top 40, chỉ đạt được #72 - bằng đúng vị trí đạt được của đĩa đơn tiền vị "Rain", làm "Blame It on the Girls" trở thành đĩa đơn thứ hai liên tiếp của Mika không lọt vào top 40.
| Bảng xếp hạng (2009)             | Vị trí cao nhất |
| -------------------------------- | --------------- |
| Belgian Singles Chart (Flanders) | 28              |
| Belgian Singles Chart (Wallonia) | 40              |
| Danish Singles Chart             | 36              |
| Japan Hot 100                    | 1               |
| UK Singles Chart                 | 72              |